# Municipio de Russell (condado de White)
El municipio de Russell (en inglés: Russell Township) es un municipio ubicado en el condado de White en el estado estadounidense de Arkansas. En el año 2010 tenía una población de 500 habitantes y una densidad poblacional de 11,02 personas por km².

## Geografía
El municipio de Russell se encuentra ubicado en las coordenadas 35°21′57″N 91°28′49″O / 35.36583, -91.48028. Según la Oficina del Censo de los Estados Unidos, el municipio tiene una superficie total de 45.37 km², de la cual 44,29 km² corresponden a tierra firme y (2,38 %) 1,08 km² es agua.

## Demografía
Según el censo de 2010, había 500 personas residiendo en el municipio de Russell. La densidad de población era de 11,02 hab./km². De los 500 habitantes, el municipio de Russell estaba compuesto por el 97,4 % blancos, el 0,2 % eran afroamericanos, el 0,6 % eran amerindios, el 0,2 % eran de otras razas y el 1,6 % eran de una mezcla de razas. Del total de la población el 1,6 % eran hispanos o latinos de cualquier raza.